# Arquidiócesis de Eger
La arquidiócesis de Eger (en latín: Archidioecesis Agrien(sis) y en húngaro: Egri főegyházmegye) es una circunscripción eclesiástica latina de la Iglesia católica en Hungría, sede metropolitana de la provincia eclesiástica de Eger. La arquidiócesis tiene al arzobispo Csaba Ternyák como su ordinario desde el 15 de marzo de 2007. 

## Territorio y organización

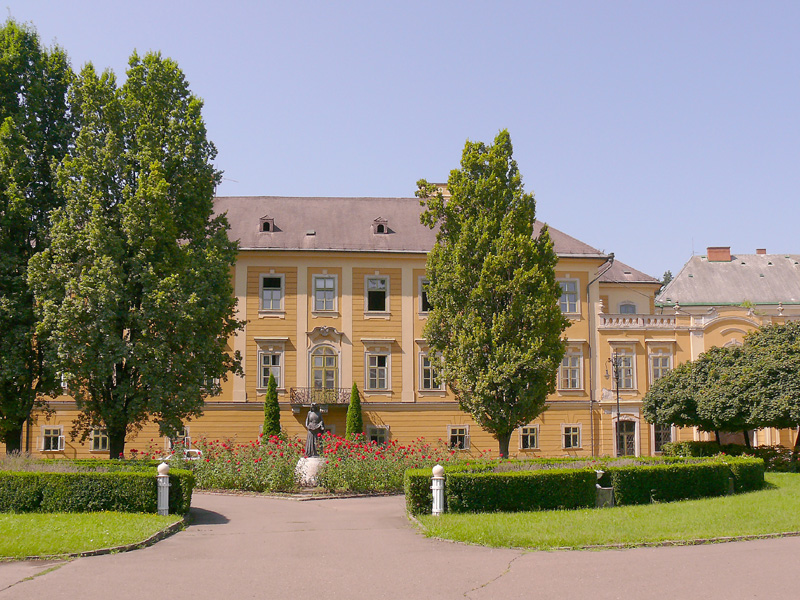
Palacio arzobispal

La arquidiócesis tiene 11 500 km² y extiende su jurisdicción sobre los fieles católicos de rito latino residentes en el condado de Borsod-Abaúj-Zemplén, la casi totalidad del condado de Heves y la parte septentrional del condado de Jász-Nagykun-Szolnok.
La sede de la arquidiócesis se encuentra en la ciudad de Eger, en donde se halla la Catedral basílica de San Juan Apóstol. En Sárospatak se encuentra la basílica menor de San Juan Bautista.
En 2019 en la arquidiócesis existían 310 parroquias.
La arquidiócesis tiene como sufragáneas a las diócesis de: Debrecen-Nyíregyháza y Vác.

## Historia

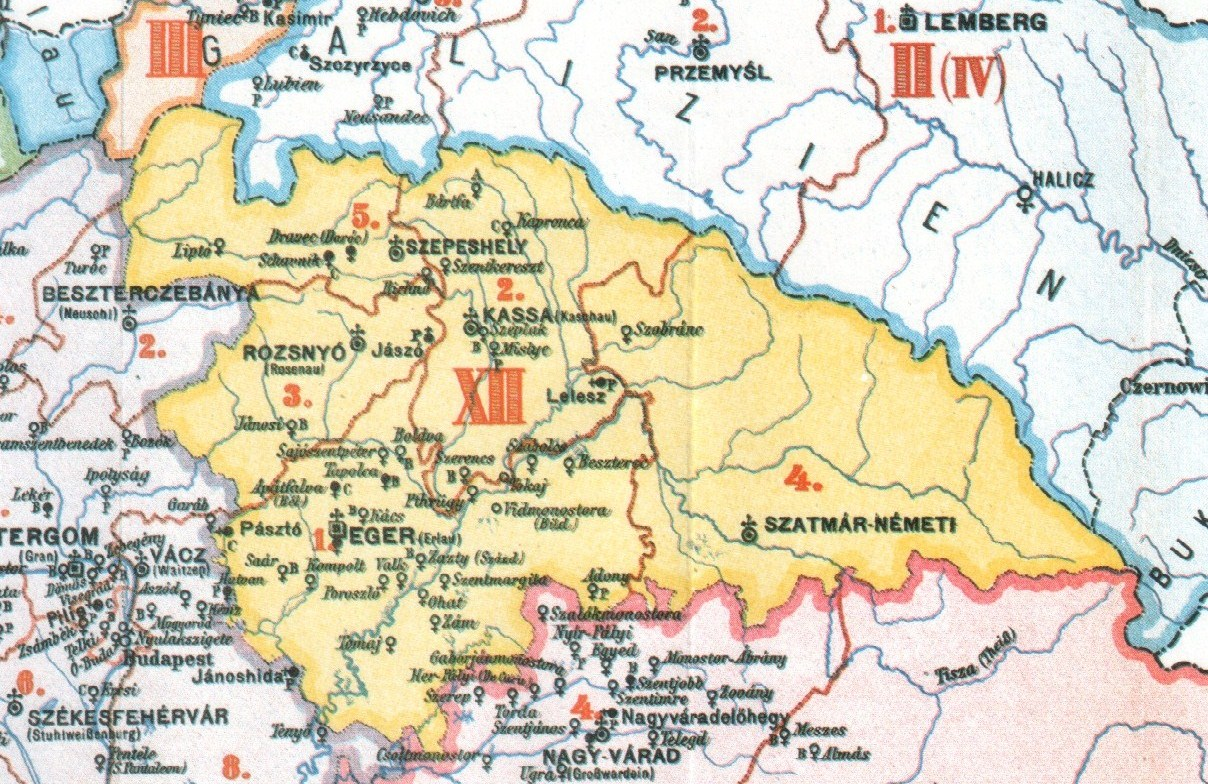
Mapa de la provincia eclesiástica de Eger en el siglo XIX

La diócesis fue erigida en 1004, tras la conversión de los húngaros al cristianismo, y quedó sujeta a la metrópolis de Estrigonia. La obra de evangelización continuó en las décadas siguientes con el anuncio del Evangelio a los pueblos todavía paganos de los cumanos y los pechenegos, que se habían asentado en el vasto territorio de la diócesis. La construcción de las estructuras diocesanas fue severamente sometida a una dura prueba por la invasión de los mongoles en 1241-1242; todo fue destruido, incluida la antigua catedral, que había sido construida cerca del castillo de Eger y dedicada a san Juan, el apóstol y evangelista.
Otro momento difícil lo vivió la diócesis en la primera parte del siglo XV, cuando el norte de Hungría sufrió las incursiones de los husitas checos; la ciudad episcopal fue incendiada en 1442 y la mayor parte de su población masacrada. Otro incendio devastador golpeó Eger en 1544.
Uno de los obispos más célebres fue Hipólito de Este que, habiendo sido elegido arzobispo de Estrigonia cuando era niño, prefirió optar por un traslado a la diócesis de Eger que no suponía la obligación de residencia para volver a Italia. Posteriormente, el cardenal Hipólito, para no perder los ingresos de su diócesis húngara, decidió trasladarse a Eger con toda su pequeña corte, pero Ludovico Ariosto se negó a seguir a su señor.
En 1566, tras la conquista de los turcos otomanos, el obispado y el cabildo se trasladaron a Košice, donde la iglesia de Santa Isabel sirvió como catedral. En este momento se inició un período de decadencia del catolicismo y una grave crisis para la diócesis, provocada también por las numerosas guerras libradas en su territorio, que favorecieron la introducción del protestantismo. En los períodos en que el protestantismo era la denominación dominante en Košice, la catedral se trasladó a la iglesia de San Antonio de Padua. La restauración del catolicismo comenzó recién en el siglo XVII, gracias sobre todo a la obra del obispo Imre Lósy (1633-1637), quien convocó un sínodo diocesano en 1635. Durante el episcopado de György Jakosics (1645-1648) hubo unión con los rutenos presentes en el territorio diocesano. El obispo Benedek Kisdy (1652-1660) estableció una universidad en Košice con las facultades de filosofía y teología, que también funcionó como seminario diocesano.
Hasta la edición del misal post-tridentino de san Pío V, estaba en uso el rito propio de la arquidiócesis de Estrigonia, cuyo misal, que tiene su origen en un Sacramentario de finales del siglo XII, fue impreso en 1484. Las rúbricas litúrgicas se recopilaron en el Ordinarius Strigoniensis, que tuvo ocho ediciones entre 1493 y 1520. Los mismos libros litúrgicos también se utilizaron en las diócesis sufragáneas. Después del Concilio de Trento, el misal Strigoniense permaneció en uso hasta el sínodo de 1629, en el que se votó por unanimidad la aceptación del Misal Romano de Pío V, con la adición, sin embargo, de las fiestas de los santos del Reino de Hungría, dos de los cuales también estaban incluidos en el calendario romano general: san Esteban de Hungría y san Adalberto. La arquidiócesis de Eger adoptará el Ritual Agriense, impreso por primera vez en Košice en 1666 y sustancialmente similar al Ritual Strigoniense de 1625. Se introducirán algunas diferenciaciones con la edición de 1702. La última edición se imprimió en 1898.
En 1687 Eger fue reconquistada y en 1695 volvió a ser obispado y se restableció el culto católico en iglesias transformadas en mezquitas. En 1705 para superar una grave escasez de sacerdotes, se estableció el seminario de Eger. La obra de reconstrucción moral y religiosa de la diócesis continuó a lo largo del siglo XVIII.
El 9 de agosto de 1804 la diócesis fue elevada al rango de arquidiócesis metropolitana con la bula Super universas del papa Pío VII. Al mismo tiempo, su vasto territorio se dividió con la creación de dos nuevas diócesis, Košice (hoy arquidiócesis de Košice, el 9 de agosto de 1804 mediante la bula In universa gregis) y Satu Mare, (el 9 de agosto de 1804 con la bula Quum in supremo) del papa Pío VII que se convirtieron en sufragáneas de Eger junto con las diócesis ya existentes de Rožňava y Spiš.
Según los anuarios católicos, a principios del siglo XX había 633 804 católicos latinos en la arquidiócesis; 81 217 católicos de rito bizantino (anteriormente llamada Iglesia uniata), y otros 503 407 cristianos en parte greco-ortodoxos, en parte protestantes de las diferentes denominaciones. La comunidad judía estaba prosperando. Había 200 parroquias, con 342 miembros del clero secular y 51 religiosos. El lenguaje vulgar utilizado se ve junto al predominante húngaro, también alemán, croata, eslovaco y también armenio.
Durante el período comunista (1949-1989), se limitaron las libertades religiosas, se confiscaron los bienes eclesiásticos (excepto las iglesias), se cerraron las escuelas católicas, se suprimieron las órdenes religiosas: este es el período difícil y duro de la "Iglesia del silencio".
En 1982 se anexaron a la diócesis los territorios de las administraciones apostólicas de las partes húngaras de las diócesis de Rožňava, Košice y Satu Mare, que habían sido erigidas el 2 de septiembre de 1937.
El 31 de mayo de 1993 la arquidiócesis cedió una parte de su territorio para la erección de la diócesis de Debrecen-Nyíregyháza mediante la bula Hungarorum gens del papa Juan Pablo II, Otras partes del territorio fueron cedidas a las diócesis de Vác y Szeged-Csanád asumiendo así la apariencia territorial actual. Al mismo tiempo que la arquidiócesis de Eger, que desde 1937 no tenía sufragáneos que permanecieran al otro lado de la frontera en Checoslovaquia y Rumania, las diócesis de Debrecen-Nyíregyháza y Vác fueron sometidas.

## Estadísticas
De acuerdo al Anuario Pontificio 2020 la arquidiócesis tenía a fines de 2019 un total de 686 070 fieles bautizados.
| Año                                                                             | Población            | Población | Población      | Sacerdotes | Sacerdotes    | Sacerdotes    | Bautizados por sacerdote | Diáconos permanentes | Religiosos | Religiosos | Parroquias |
| Año                                                                             | Bautizados católicos | Total     | % de católicos | Total      | Clero secular | Clero regular | Bautizados por sacerdote | Diáconos permanentes | Varones    | Mujeres    | Parroquias |
| ------------------------------------------------------------------------------- | -------------------- | --------- | -------------- | ---------- | ------------- | ------------- | ------------------------ | -------------------- | ---------- | ---------- | ---------- |
| 1948                                                                            | 990 233              | 1 582 047 | 62.6           | 464        | 457           | 7             | 2134                     |                      | 192        | 696        | 282        |
| 1970                                                                            | 1 000                | 1 800 000 | 55.6           | 476        | 476           |               | 2100                     |                      |            |            | 303        |
| 1980                                                                            | 899 000              | 1 371 000 | 65.6           | 372        | 372           |               | 2416                     |                      |            |            | 302        |
| 1990                                                                            | 1 121 000            | ?         | ?              | 400        | 371           | 29            | 2802                     |                      | 29         |            | 440        |
| 1999                                                                            | 600 000              | 950 000   | 63.2           | 224        | 203           | 21            | 2678                     | 1                    | 22         | 39         | 313        |
| 2000                                                                            | 595 000              | 945 000   | 63.0           | 221        | 198           | 23            | 2692                     | 1                    | 24         | 41         | 313        |
| 2001                                                                            | 595 000              | 945 000   | 63.0           | 238        | 209           | 29            | 2500                     | 2                    | 35         | 42         | 313        |
| 2002                                                                            | 690 000              | 1 210 000 | 57.0           | 230        | 205           | 25            | 3000                     | 2                    | 33         | 42         | 314        |
| 2003                                                                            | 690 000              | 1 260 000 | 54.8           | 233        | 208           | 25            | 2961                     | 2                    | 33         | 43         | 314        |
| 2004                                                                            | 690 000              | 1 260 000 | 54.8           | 234        | 199           | 35            | 2948                     | 2                    | 37         | 49         | 314        |
| 2006                                                                            | 690 000              | 1 260 000 | 54.8           | 223        | 197           | 26            | 3094                     | 8                    | 30         | 40         | 314        |
| 2013                                                                            | 685 000              | 1 260 000 | 54.4           | 188        | 167           | 21            | 3643                     | 14                   | 30         | 35         | 301        |
| 2016                                                                            | 692 000              | 1 264 000 | 54.7           | 200        | 171           | 29            | 3460                     | 14                   | 38         | 35         | 310        |
| 2019                                                                            | 686 070              | 1 252 820 | 54.8           | 205        | 180           | 25            | 3346                     | 13                   | 35         | 38         | 310        |
| Fuente: Catholic-Hierarchy, que a su vez toma los datos del Anuario Pontificio. |                      |           |                |            |               |               |                          |                      |            |            |            |

## Episcopologio
- Katapán I † (mencionado en 1009)
- Bonifacius † (antes de 1019-1037?)
- San Bőd (Buldus) † (1037-24 de septiembre de 1047 falleció)
- Péter I † (1048-circa 1096 falleció)
- Procopius † (1102-?)
- Lőrinc † (1104-circa 1105 nombrado arzobispo de Esztergom)
- Márton I † (1106-1111)
- Volferius † (1111-1113)
- Kilit † (1114-1131)
- András I † (1132-?)
- Bestrius † (1135-?)
- Martyrius † (1143-1151 nombrado arzobispo de Esztergom)
- Lukács Bánffi † (1151-1161 nombrado arzobispo de Esztergom)
- Sarna † (circa 1161-1166)
- Chamma † (1166-?)
- Miklós † (1169-1181 nombrado arzobispo de Esztergom)
- Péter II † (1181-1195)
- Katapán II † (1198-circa 1216 falleció)
- Tamás † (1217-?)
- Kilit Bél † (1225-1242)
- Lampert Hont-Pázmány † (1243-1275 falleció)
- András II † (1275-1304 falleció)
- Márton II † (1307-?)
- Csanád Telegdi † (1322-17 de septiembre de 1330 nombrado arzobispo de Esztergom)
- Miklós Dörögdi † (17 de septiembre de 1330-después de 1359)
- Mihály Széchényi  † (28 de noviembre 1362-5 de julio de 1377 falleció)
- Imre Czudar † (2 de octubre de 1377-1384)
- János Kanizsai † (27 de agosto de 1384-25 de octubre de 1387 nombrado arzobispo de Esztergom)
- István Czikó † (2 de octubre de 1377-1400)
- Tamás Ludany, O.Cist. † (23 de marzo de 1400-1410)
- Stibor Stiborici † (13 de agosto de 1410-1421)
- Tamás Ludany, O.Cist. † (1421-1424) (por segunda vez)
- Péter Rozgonyi † (23 de mayo de 1425-1438 falleció)
- Dénes Szécsi † (5 de junio de 1439-15 de febrero de 1440 nombrado arzobispo de Esztergom)
- Simon Rozgonyi † (15 de febrero de 1440-10 de noviembre 1444 falleció)
- László Héderváry † (1447-1467 falleció)
- Johann Beckenschlager † (13 de junio de 1467-15 de marzo de 1474 nombrado arzobispo de Esztergom)
- Gabriele Rangone, O.F.M. † (24 de abril de 1475-27 de septiembre de 1486 falleció)
- Orbán Doczy von Nagylúcse † (27 de abril de 1487-1491 falleció)
  - Rodrigo de Borja † (1491-11 de agosto de 1492 electo papa con el nombre de Alejandro VI) (administrador apostólico)
  - Ascanio Sforza † (31 de agosto de 1492-junio 1497 renunció) (administrador apostólico)
- Tamás Bakócz † (9 de junio de 1497-20 de diciembre de 1497 nombrado arzobispo de Esztergom)
  - Ippolito d'Este † (20 de diciembre de 1497-3 de septiembre de 1520 falleció) (administrador apostólico)
- Giulio de' Medici † (12 de septiembre de 1520-18 de junio de 1523 renunció, después electo papa con el nombre de Clemente VII)
- László Szalkay † (18 de junio de 1523-6 de mayo de 1524 nombrado arzobispo de Esztergom)
- Pál Várdai † (1526-1526 nombrado arzobispo de Esztergom)
- Tamás Zalaházi † (3 de febrero de 1529-1537 falleció)
- Francesco Frangipane, O.F.M. † (30 de mayo de 1539-1543 falleció)
  - Sede vacante (1543-1550)
- Miklós Oláh † (4 de julio de 1550-3 de agosto de 1554 nombrado arzobispo de Esztergom)
- Ferenc Ujlaky † (3 de agosto de 1554-1 de febrero de 1555 falleció)
  - Sede vacante (1555-1560)
- Antal Verancsics † (17 de julio de 1560-27 de septiembre de 1570 nombrado arzobispo de Esztergom)
  - Sede vacante (1570-1573)
- István Radeczy de Zemche † (15 de mayo de 1573-febrero de 1586 falleció)
  - Sede vacante (1586-1600)
  - Demeter Napragy † (1594-1596) (no confirmado)
  - János Cserödy † (17 de junio de 1596-5 de agosto de 1597 falleció) (no confirmado)
- István Szuhay † (23 de octubre de 1600-5 de octubre de 1607 nombrado arzobispo de Kalocsa)
  - Sede vacante (1607-1631)
  - János Erdödy † (1616-1625 falleció) (no confirmado)
- Johannes Pyber de Gyerkény † (7 de abril de 1631-octubre de 1633 falleció)
- Imre Lósy † (1633-16 de noviembre 1637 nombrado arzobispo de Esztergom)
  - Sede vacante (1637-1645)
  - György Lippay Zombori † (1 de mayo de 1637-18 de noviembre 1642 nombrado arzobispo de Esztergom) (no confirmado)
- György Jakosics † (18 de septiembre de 1645-21 de septiembre de 1648 falleció)
  - Sede vacante (1648-1652)
  - György Szelepcsényi † (8 de diciembre de 1647-?) (no confirmado)
- Benedek Kisdy † (8 de abril de 1652-junio 1660 falleció)
  - Sede vacante (1660-1667)
- Tamás Erdődy Pálffy † (12 de diciembre de 1667[9] -14 de diciembre de 1671 nombrado obispo de Nitra)
- Ferenc Szegedy † (21 de marzo de 1672[10] -1675 falleció)
  - György Bársony de Lovas-Berény † (circa 1675-18 de enero de 1678 falleció) (no confirmado)
- Nándor Erdődy Pállfy † (5 de septiembre de 1678-31 de octubre de 1680 falleció)
- Péter Korompay † (20 de abril de 1682[11] -24 de noviembre 1687 nombrado obispo de Nitra)
- György Fenessy † (12 de mayo de 1687-4 de marzo de 1699 falleció)
  - Sede vacante (1699-1702)
- István Telekesy † (31 de julio de 1702-3 de marzo de 1715 falleció)
- Gábor Antal Erdődy † (3 de marzo de 1715 por sucesión-26 de septiembre de 1744 falleció)
- Ferenc Barkóczy † (10 de mayo de 1745[12] -13 de julio de 1761 nombrado arzobispo de Esztergom)
- Károly Esterházy † (19 de abril de 1762[13] -4 de marzo de 1799 falleció)
  - Sede vacante (1799-1804)
- Ferenc Fuchs † (20 de agosto de 1804-27 de junio de 1807 falleció)
- István Fischer de Nagy † (18 de septiembre de 1807-4 de julio de 1822 falleció)
  - Sede vacante (1822-1827)
- Ján Krstitel Ladislav Pyrker, O.Cist. † (9 de abril de 1827-2 de diciembre de 1847 falleció)
  - Sede vacante (1847-1850)
- Vojtech Bartakovič † (30 de septiembre de 1850-30 de mayo de 1873 falleció)
- József Samassa † (25 de julio de 1873-20 de agosto de 1912 falleció)
- Ľudovít Szmrecsányi † (20 de agosto de 1912 por sucesión-28 de enero de 1943 falleció)
- Gyula Czapik † (7 de mayo de 1943-25 de abril de 1956 falleció)
  - Sede vacante (1956-1969)
- Pál Brezanóczy † (10 de enero de 1969-11 de febrero de 1972 falleció)
- József Bánk † (2 de febrero de 1974-2 de marzo de 1978 nombrado arzobispo a título personal de Vác)
- László Kádár, O.Cist. † (2 de marzo de 1978-20 de diciembre de 1986 falleció)
- István Seregély † (5 de junio de 1987-15 de marzo de 2007 retirado)
- Csaba Ternyák, desde el 15 de marzo de 2007